# Banda Los Recoditos
Banda Los Recoditos es un grupo mexicano de banda sinaloense formada en Mazatlán, Sinaloa, México en 1989 por un grupo de jóvenes estudiantes de música, principalmente por hijos y amigos de los integrantes de la Banda El Recodo de Cruz Lizárraga, este último fue quién decidió nombrar así a la agrupación. Su primera grabación fue el tema "A bailar de caballito", la cual alcanzó cierta popularidad. Con 30 años de carrera, han lanzado 22 álbumes musicales y han sido acreedores al Grammy Latino en 2013 y 2018.

## Trayectoria

### Inicios
En 1989, un grupo de jóvenes decidió formar una banda, aunque sin contar con un nombre. En esas mismas fechas, fue homenajeado en Mazatlán, Sinaloa, el cantante José Ángel Espinoza Ferrusquilla, al poner su nombre a una calle del puerto. Don Cruz Lizárraga le había comentado al Sr. Ferrusquilla que en la inauguración de su calle le daría una sorpresa; esta fue que invitó a la banda de jovencitos a que le tocara algunas canciones, banda que llamó mucho la atención de los asistentes y del propio Ferrusquilla, el cual le preguntó a Don Cruz que cómo se llamaba la banda de jovencitos y ahí entre ellos dos, decidieron el nombre de Banda Sinaloense Los Recoditos.
Tras esto, empezaron a trabajar en las fiestas tradicionales de Mazatlán y sus alrededores, creciendo su popularidad entre la gente de la región, convirtiéndose en "La Primera Banda Juvenil de La Costa del Pacifico". Luego del éxito de su primer álbum "A bailar de caballito", realizaron más producciones discográficas y así con esa popularidad alcanzada, siguieron las primeras giras por Estados Unidos.
La popularidad de la banda fue creciendo así como sus integrantes, los cuales empezaron a buscar nuevos horizontes, tal fue el caso de Alfonso Lizárraga y Pancho Barraza por mencionar algunos, así empezó la separación del grupo. En 1998, Alfonso Lizárraga, integrante de la Banda El Recodo, decidió quitarles el nombre, por lo que pasaron a llamarse Banda Sinaloense Vuelta del Río. Bajo este nombre grabaron tres álbumes, para después disolverse.

### Una década de carrera
En 1999, un grupo de jóvenes le piden a Alfonso Lizárraga retomar el proyecto y tras varias pláticas, deciden formar, de manera oficial, Banda Los Recoditos.
Tras la re-agrupación de la banda, comienzan a trabajar en el nuevo álbum de estudio, al cual titulan  “Como La Primera Vez”, bajo el sello discográfico de Sony Music Latin. De este álbum se desprendieron temas como "Quiera Dios”, “Dime Que”, “Vamos A Bailar” y “Como La Primera Vez”.  
En 2004, bajo el sello de Fonovisa, lanzan el álbum "Si No Existieras", del cual se desprenden éxitos como "Amores Fingidos”, “Besos Falsos” y la canción “Si Supieras”. Por este trabajo discográfico comienzan los primeros reconocimientos locales y nacionales.  En 2005, su décimo tercer álbum, "Dos Enamorados", repite el éxito en la radio y los lleva a ser acreedores del premio Oye! a "Grupo Popular Revelación del año”. 

### Ando Bien PedoyA Toda Madre
En 2008, el ex vocalista de la Banda El Recodo, Carlos Sarabia, se incorpora como una de las voces a Banda Los Recoditos. En 2009, lanzan junto a El Recodo el álbum recopilatorio "Dos generaciones", destacando 20 de los éxitos más recientes de ambas agrupaciones. En 2010, alcanzarían la cúspide de su carrera musical con el lanzamiento del álbum "Ando bien pedo", del cual se desprendió su sencillo homónimo y que llegó a los primeros lugares de popularidad. Este álbum significó el primero bajo el sello de Disa Records, una división de Universal Music Group. Alcanzó disco de platino por las más de 100 mil ventas. De dicho álbum se desprendió otro éxito, "La Escuelita", escrita por el compositor Espinoza Paz.  Fueron nominados a los Grammy Latino como "Mejor álbum de música banda" y a su vez, en la misma categoría, en los Grammys. 
El 22 de marzo de 2011, lanzan "A toda madre", su décimo-sexto álbum de estudio, y el cual consiguió un éxito más moderado que el anterior, pero con temas destacados como "Habitación 69" y "Qué a toda madre (Qué a todo dar)".  La Prensa Internacional de Las Vegas entregó un reconocimiento a la agrupación, un certificado por "Máximo Orgullo Hispano". Además, volvieron a ser nominados a los Grammy Latino a "Mejor álbum banda". 

### 25 años de carrera: Primer Grammy latino y nuevas producciones
En 2012, Banda Los Recoditos lanza un nuevo álbum de estudio, "Para ti solita", con un éxito aun más moderado, pero manteniendo el sonido en la radio grupera en México. Su tema más escuchado fue "Sin Autorización" y "En Resumen", ambos ocupando puestos de popularidad en los charts de Billboard Latin Music.  
"El Free", álbum lanzado en 2013, lograría repuntar de nuevo la carrera de la agrupación; su primer sencillo "Cuando te entregues a él", estuvo en los primeros lugares de Monitor Latino y en YouTube, su video oficial alcanzó más de 50 millones de reproducciones. Posteriormente, el tema "Mi último deseo", conseguiría el mismo éxito radial, además de premios como "Mejor producción de video", en los Premios Bandamax. Esta producción discográfica sería acreedora al Grammy Latino a "Mejor álbum banda". 
En 2014, celebraron sus 25 años de carrera en el cierre del Carnaval de Mazatlán, en un concierto ofrecido a más de 50 mil personas durante 3 horas. Ese mismo año, lanzaron su sencillo "Mientras tu jugabas", último del álbum "El Free". 
"Sueño XXX" sería el álbum que marcaría el regreso a Fonovisa; de él se desprendieron éxitos como "Hasta que salga el sol",  "Me sobrabas tu" y "Hoy me di cuenta".  Por este trabajo, fueron nominados a Banda del Año, Canción del año y Dúo o Grupo del año, en los Premios Lo Nuestro. En 2015, fueron nominados a los Hot Latin Songs en las categorías a: ”Artista del Año, Dúo o Grupo y en “Regional Mexican Songs” a Artista del Año y Dúo o Grupo. El tema "Me sobrabas tu" fue nominado a "Mejor Canción Regional" en los Latin Grammy. 
El 19 de mayo de 2016, se presentaron por primera vez en el Auditorio Nacional de la Ciudad de México. Ese mismo año lanzaron el álbum "Me está gustando, del cual se desprende el tema homónimo y que alcanzó cierta popularidad. "Pistearé", sería el sencillo que duraría 6 semanas en los charts de radio. El disco tiene tres canciones que hacen homenaje a tres artistas de la música regional mexicana: Joan Sebastian, Jenni Rivera y Luis Fernando Muñoz. 
En 2017, su álbum "Los gustos que me doy" incluyó temas como "Fuego Cruzado”,”No Le Hago Falta”,”Los Gustos Que Me Doy” y “Tiempo”. 

### Perfecta: Celebrando 30 años
El más reciente álbum de estudio es "Perfecta", lanzado en 2019 y el cual incluyó los siguientes sencillos: ”Perfecta”, ”El Cigarrito”, ”Una Peda Con El Viejo” y “Esta Va Por Ti”. En febrero de 2020, estrenaron un álbum recopilatorio celebrando sus 30 años de carrera musical, con una reinterpretación de los temas clásicos de la banda. 

## Discografía

### Álbumes de estudio
| Año  | Álbum                     | Discográfica | Notas                                                                 |
| ---- | ------------------------- | ------------ | --------------------------------------------------------------------- |
| 1990 | A bailar de caballito     | Musart       | Primer álbum de estudio Vocalista: Pancho Barraza                     |
| 1990 | Lola la bailera           | Musart       |                                                                       |
| 1991 | Las rejas no matan        | Musart       |                                                                       |
| 1992 | Tu abandono               | Musart       |                                                                       |
| 1993 | Un solo cielo             | Musart       |                                                                       |
| 1994 | Adiós amor                | Musart       |                                                                       |
| 1995 | Canto para ti             | Musart       | Vocalista: Silvano "Chayo" De la Lola                                 |
| 1996 | Siempre te voy a recordar | Musart       |                                                                       |
| 1997 | El Nylon                  | Musart       | Vocalista: Guadalupe "Lupillo" Durán y José Angél Ledezma "El Coyote" |
| 1998 | Y todavía hay amor        | Musart       |                                                                       |

| Año  | Álbum                 | Discográfica | Notas                                                                                     |  |
| ---- | --------------------- | ------------ | ----------------------------------------------------------------------------------------- |  |
| 2001 | Como la primera vez   | Sony Music   | Vocalistas: Joaquín Lira "El Presumido" y Roberto Jr.                                     |  |
| 2004 | Si no existieras      | Fonovisa     | Vocalistas: Joaquín Lira "El Presumido" y Roberto Jr.                                     |  |
| 2005 | Dos enamorados        | Fonovisa     | Vocalista: Luis Angel "El Flaco" Franco                                                   |  |
| 2007 | Vengo a decirte       | Fonovisa     | Vocalista: Luis Angel "El Flaco" Franco                                                   |  |
| 2010 | ¡Ando bien pedo!      | Disa Records | Vocalista: Carlos Sarabia                                                                 |  |
| 2011 | A toda madre          | Disa Records | Vocalista: Carlos Sarabia                                                                 |  |
| 2013 | El Free               | Disa Records | Vocalista: Samuel Sarmiento                                                               |  |
| 2014 | Sueño XXX             | Fonovisa     | Vocalista: Samuel Sarmiento                                                               |  |
| 2016 | Me Está Gustando      | Fonovisa     | Vocalista: Samuel Sarmiento                                                               |  |
| 2017 | Los Gustos Que Me Doy | Fonovisa     | Vocalista: Samuel Sarmiento                                                               |  |
| 2019 | Perfecta              | Fonovisa     | Vocalista: Rafael Gonzalez                                                                |  |
| 2020 | 30 Aniversario        | Fonovisa     | Vocalista: Rafael Gonzalez                                                                |  |
| 2021 | Vivir La Vida         | Fonovisa     | Vocalistas:Samuel Sarmiento Rafael González Eduardo Loaiza Rafael González Eduardo Loaiza |  |
| 2022 | Me Siento A Todo Dar  | Fonovisa     | Vocalistas:Samuel Sarmiento Rafael González Eduardo Loaiza Rafael González Eduardo Loaiza |  |
| 2023 | ¿En Qué Les Molesta?  | Fonovisa     | Vocalistas:Samuel Sarmiento Rafael González JeyPi                                         |  |
| 2024 | Y ¿Qué Tiene?         | Fonovisa     | Vocalistas: Rafael González JeyPi                                                         |  |

### Sencillos
| Año  | Canción                             | Álbum                     |
| ---- | ----------------------------------- | ------------------------- |
| 1990 | "No volveré"                        | A bailar de caballito     |
| 1990 | "La secretaria"                     | A bailar de caballito     |
| 1990 | "El baile de caballito"             | A bailar de caballito     |
| 1990 | "Arráncame la vida"                 | A bailar de caballito     |
| 1990 | "Lola la bailera"                   | Lola la bailera           |
| 1990 | "Tachin el sabroso"                 | Lola la bailera           |
| 1990 | "Debajo de los laureles"            | Lola la bailera           |
| 1990 | "La vaca pinta"                     | Lola la bailera           |
| 1991 | "Canción a mi esposa"               | Las rejas no matan        |
| 1991 | "Las rejas no matan"                | Las rejas no matan        |
| 1991 | "Entre copa y copa"                 | Las rejas no matan        |
| 1991 | "Ahí viene la loca"                 | Las rejas no matan        |
| 1992 | "Ya se fue"                         | Tu abandono               |
| 1992 | "La roncona                         | Tu abandono               |
| 1992 | "Al ver que te vas"                 | Tu abandono               |
| 1993 | "Cuando nadie te quiera"            | Un Solo Cielo             |
| 1993 | "El muerto se fue de rumba"         | Un Solo Cielo             |
| 1993 | "Vuelve por favor"                  | Un Solo Cielo             |
| 1994 | "Compañera mía"                     | Adiós amor                |
| 1994 | "Mi gran problema"                  | Adiós amor                |
| 1994 | "Adiós amor"                        | Adiós amor                |
| 1994 | "Hablándote claro"                  | Adiós amor                |
| 1995 | "Llorar, llorar"                    | Canto para ti             |
| 1995 | "Experto en fracasos"               | Canto para ti             |
| 1995 | "Hablan de mí"                      | Canto para ti             |
| 1996 | "El corazón me domina"              | Siempre te voy a recordar |
| 1996 | "La cerveza ya no pega"             | Siempre te voy a recordar |
| 1996 | "Bailando"                          | Siempre te voy a recordar |
| 1997 | "El Nylon"                          | El Nylon                  |
| 1997 | Vas a pagar                         | El Nylon                  |
| 1997 | Carta abierta                       | El Nylon                  |
| 1998 | "Mi negra no me quiere"             | Y todavía hay amor        |
| 1998 | "Qué te falta mujer"                | Y todavía hay amor        |
| 1998 | "Y todavía hay amor"                | Y todavía hay amor        |
| 2001 | "Quiera Dios"                       | Como la primera vez       |
| 2001 | "Dime qué"                          | Como la primera vez       |
| 2002 | "Vamos A Bailar”                    | Como la primera vez       |
| 2002 | “Como La Primera Vez”               | Como la primera vez       |
| 2004 | "Amores Fingidos”                   | Si No Existieras          |
| 2004 | “Besos Falsos”                      | Si No Existieras          |
| 2004 | “Si Supieras”                       | Si No Existieras          |
| 2005 | "Dos enamorados"                    | Dos enamorados            |
| 2005 | "Siempre te voy a recordar"         | Dos enamorados            |
| 2007 | “Que no me quieras”,                | Vengo a decirte           |
| 2007 | "Lero, lero"                        | Vengo a decirte           |
| 2007 | "Es bonito"                         | Vengo a decirte           |
| 2009 | "Ando bien pedo"                    | ¡Ando bien pedo!          |
| 2010 | “No te quiero perder”               | ¡Ando bien pedo!          |
| 2010 | “La Escuelita”                      | ¡Ando bien pedo!          |
| 2011 | "Habitación 69"                     | A toda madre              |
| 2011 | "Qué a toda madre (Que a todo Dar)" | A toda madre              |
| 2012 | "Para Ti Solita“                    | Para Ti Solita            |
| 2012 | "Sin Autorización"                  | Para Ti Solita            |
| 2012 | "En resumen"                        | Para Ti Solita            |
| 2013 | “Cuando te Entregues a él”          | El Free                   |
| 2013 | “Mi último Deseo”                   | El Free                   |
| 2014 | “Mientras Tu Jugabas”               | El Free                   |
| 2014 | “Hasta que salga el sol”            | Sueño XXX                 |
| 2014 | “Me sobrabas tú”                    | Sueño XXX                 |
| 2015 | "Me tocó perder"                    | Sueño XXX                 |
| 2015 | "La Peda"                           | Sueño XXX                 |
| 2016 | "Pistearé"                          | Me está gustando          |
| 2016 | "Me está gustando"                  | Me está gustando          |
| 2017 | "Me está tirando el rollo"          | Me está gustando          |
| 2017 | "No Le Hago Falta"                  | Los gustos que me doy     |
| 2017 | "Te Daran Ganas De Verme"           | Los gustos que me doy     |
| 2019 | "Perfecta"                          | Perfecta                  |
| 2019 | "Esta va por ti"                    | Perfecta                  |
| 2020 | "Elegiste un error"                 | Perfecta                  |